# Baigneaux (Loir-et-Cher)
Pour les articles homonymes, voir Baigneaux.
Baigneaux est une commune historique du nord du Loir-et-Cher (région Centre-Val de Loire), reléguée au statut de commune déléguée depuis 2017 et la fusion administrative avec les communes voisines d'Oucques, Beauvilliers et Sainte-Gemmes pour créer la commune nouvelle d'Oucques La Nouvelle.

## Histoire

### Depuis 2017
En 2017, Baigneaux se regroupe avec la commune d'Oucques ainsi que deux de ses voisines, à savoir Beauvilliers et Sainte-Gemmes, pour former Oucques La Nouvelle.

## Politique et administration

### Liste des maires
| Période                                  | Période       | Identité                   | Étiquette | Qualité                                                   |
| ---------------------------------------- | ------------- | -------------------------- | --------- | --------------------------------------------------------- |
| Les données manquantes sont à compléter. |               |                            |           |                                                           |
| 1791                                     | an II         | Urbain Morel               |           | Curé assermenté                                           |
| an II                                    | an III        | Pierre Biguier             |           |                                                           |
| an III                                   | an IV         | Fichepain                  |           |                                                           |
| an IV                                    | an VI         | Pardessus                  |           |                                                           |
| an VI                                    | an VII        | Jean Bizieux               |           | Président de l'assemblée municipale du canton de Selommes |
| an VII                                   | 1808          | Charles-François Pardessus |           |                                                           |
| 1808                                     | 1848          | Charles-François Pardessus |           |                                                           |
| 1848                                     | 1858          | Toussaint Malfroy          |           |                                                           |
| 1858                                     | 1858          | Laurent-Denis Cornet       |           |                                                           |
| 1858                                     | 1859          | Pierre Bret                |           |                                                           |
| 1859                                     | 1869          | André Bret                 |           |                                                           |
| 1869                                     | 1870          | Pierre Dumans              |           |                                                           |
| 1870                                     | 1871          | Pierre Brossillon          |           |                                                           |
| 1871                                     | 1890          | Gustave Vital Barrault     |           |                                                           |
| 1890                                     | 1892          | Prosper-Auguste Barrault   |           |                                                           |
| 1892                                     | 1893          | Félix Leroux               |           |                                                           |
| 1893                                     | 1897          | Alcade Masson              |           |                                                           |
| 1897                                     | 1899          | Prosper Barrault           |           |                                                           |
| 1899                                     | 1904          | Ernest Barrault            |           |                                                           |
| 1989                                     | 2008          | Christiane Doucet          |           |                                                           |
| 2008                                     | 2014          | Patrice Depuichaffray      |           |                                                           |
| 2014                                     | décembre 2016 | Évelyne Gautier            |           |                                                           |

Depuis 2017 et la création d'Oucques La Nouvelle, le maire élu à Baigneaux est maire délégué au maire de la commune nouvelle. 
| Période                                  | Période  | Identité        | Étiquette | Qualité |
| ---------------------------------------- | -------- | --------------- | --------- | ------- |
| Les données manquantes sont à compléter. |          |                 |           |         |
| janvier 2017                             | en cours | Évelyne Gautier |           |         |

## Population et société

### Démographie
L'évolution du nombre d'habitants est connue à travers les recensements de la population effectués dans la commune depuis 1793. À partir du 1er janvier 2009, les populations légales des communes sont publiées annuellement dans le cadre d'un recensement qui repose désormais sur une collecte d'information annuelle, concernant successivement tous les territoires communaux au cours d'une période de cinq ans. 
Pour les communes de moins de 10 000 habitants, une enquête de recensement portant sur toute la population est réalisée tous les cinq ans, les populations légales des années intermédiaires étant quant à elles estimées par interpolation ou extrapolation. Pour la commune, le premier recensement exhaustif entrant dans le cadre du nouveau dispositif a été réalisé en 2007,.
En 2014, la commune comptait 47 habitants, en évolution de −9,62 % par rapport à 2009 (Loir-et-Cher : +1,74 %, France hors Mayotte : +2,49 %).
| 1793 | 1800 | 1806 | 1821 | 1831 | 1836 | 1841 | 1846 | 1851 |
| ---- | ---- | ---- | ---- | ---- | ---- | ---- | ---- | ---- |
| 146  | 138  | 139  | 142  | 130  | 138  | 123  | 109  | 128  |

| 1856 | 1861 | 1866 | 1872 | 1876 | 1881 | 1886 | 1891 | 1896 |
| ---- | ---- | ---- | ---- | ---- | ---- | ---- | ---- | ---- |
| 136  | 133  | 137  | 127  | 136  | 134  | 140  | 139  | 132  |

| 1901 | 1906 | 1911 | 1921 | 1926 | 1931 | 1936 | 1946 | 1954 |
| ---- | ---- | ---- | ---- | ---- | ---- | ---- | ---- | ---- |
| 140  | 124  | 114  | 116  | 107  | 105  | 104  | 104  | 82   |

| 1962 | 1968 | 1975 | 1982 | 1990 | 1999 | 2007 | 2012 | 2014 |
| ---- | ---- | ---- | ---- | ---- | ---- | ---- | ---- | ---- |
| 59   | 52   | 57   | 46   | 37   | 47   | 51   | 48   | 47   |

### Pyramide des âges
La population de la commune est relativement âgée. Le taux de personnes d'un âge supérieur à 60 ans (35,3 %) est en effet supérieur au taux national (21,6 %) et au taux départemental (26,3 %).
À l'instar des répartitions nationale et départementale, la population féminine de la commune est supérieure à la population masculine. Le taux (56,9 %) est supérieur de plus de deux points au taux national (51,6 %).
La répartition de la population de la commune par tranches d'âge est, en 2007, la suivante :
- 43,1 % d'hommes (0 à 14 ans = 9,1 %, 15 à 29 ans = 9,1 %, 30 à 44 ans = 9,1 %, 45 à 59 ans = 31,8 %, plus de 60 ans = 40,9 %) ;
- 56,9 % de femmes (0 à 14 ans = 24,1 %, 15 à 29 ans = 6,9 %, 30 à 44 ans = 13,8 %, 45 à 59 ans = 24,1 %, plus de 60 ans = 31 %).

| Hommes | Classe d’âge | Femmes |
| ------ | ------------ | ------ |
| 0,0    | 90 ans ou +  | 3,4    |
| 18,2   | 75 à 89 ans  | 13,8   |
| 22,7   | 60 à 74 ans  | 13,8   |
| 31,8   | 45 à 59 ans  | 24,1   |
| 9,1    | 30 à 44 ans  | 13,8   |
| 9,1    | 15 à 29 ans  | 6,9    |
| 9,1    | 0 à 14 ans   | 24,1   |

| Hommes | Classe d’âge | Femmes |
| ------ | ------------ | ------ |
| 0,6    | 90 ans ou +  | 1,6    |
| 8,3    | 75 à 89 ans  | 11,5   |
| 14,8   | 60 à 74 ans  | 15,7   |
| 21,4   | 45 à 59 ans  | 20,6   |
| 20,3   | 30 à 44 ans  | 19,2   |
| 16,2   | 15 à 29 ans  | 14,7   |
| 18,5   | 0 à 14 ans   | 16,7   |

## Culture locale et patrimoine

### Lieux et monuments
- Église Saint-Pierre-des-Liens[8].

### Héraldique
|  | Les armoiries de Baigneaux se blasonnent ainsi : D'azur à la clé d'or posée en barre, le panneton en chef ; au franc-quartier aussi d'or chargé d'un agneau de sable portant une croix du même avec une banderole d'argent chargée d'une larme de gueules. Création J.P. Fernon (1998) |